# Гура-Фоїй
Гура-Фоїй (рум. Gura Foii) — село у повіті Димбовіца в Румунії. Входить до складу комуни Гура-Фоїй.
Село розташоване на відстані 73 км на північний захід від Бухареста, 22 км на південний захід від Тирговіште, 126 км на північний схід від Крайови, 102 км на південь від Брашова.

## Населення
За даними перепису населення 2002 року у селі проживали 1149 осіб, усі — румуни. Усі жителі села рідною мовою назвали румунську.